# کنیادا درای وان
کنیادا درای وان (به انگلیسی: Canada Dry One) یک فرودگاه نظامی است که یک باند فرود آسفالت دارد. این فرودگاه در کشور قطر قرار دارد و در ارتفاع ۱۲۴ متری از سطح دریا واقع شده‌است.